# Éliminatoires de la Coupe d'Asie féminine de football 2014
Le tirage au sort du tour principal des éliminatoires de la Coupe d'Asie des nations féminine de football 2014 a eu lieu le 19 octobre 2012. Quatre groupes de quatre équipes sont formés. Les premiers de chaque groupe se qualifient pour la phase finale de la compétition. Les confrontations ont lieu lors de quatre tournois uniques organisés à en Jordanie, au Bangladesh, au Bahreïn et en Palestine durant mai et juin 2013.

## Participants
| Pot A                                   | Pot B                                  | Pot C                                     | Pot D                         |
| --------------------------------------- | -------------------------------------- | ----------------------------------------- | ----------------------------- |
| Thaïlande Birmanie Viêt Nam Ouzbékistan | Jordanie Hong Kong Taipei chinois Iran | Kirghizistan Palestine Bahreïn Bangladesh | Inde Koweït Liban Philippines |

## Groupes
Les seize équipes sont réparties en quatre groupes de quatre. Chacune affronte les trois autres de son groupe. À l'issue des trois journées, les meilleures équipes de chaque groupe, soit quatre au total, se qualifient pour la phase finale de la compétition.

### Règles de départage
Chaque équipe reçoit trois points pour une victoire et un pour un match nul. La FIFA a déterminé que le départage se fait comme suit (il s'agit du même règlement pour tous les groupes de qualification et de phase finale) :
1. le plus grand nombre de points obtenus dans tous les matchs du groupe ;
2. la différence de buts dans tous les matchs du groupe ;
3. le plus grand nombre de buts marqués dans tous les matchs du groupe ;
4. le plus grand nombre de points obtenus dans les matchs de groupe entre les équipes à égalité ;
5. la différence de buts particulière dans les matchs de groupe entre les équipes à égalité ;
6. le plus grand nombre de buts marqués dans les matchs de groupe entre les équipes à égalité ;
7. le critère du fair-play basé sur le nombre de cartons jaunes et rouges reçus.
8. tirage au sort par la commission d’organisation de la FIFA.

### Groupe A
Les matchs de ce groupe se dérouleront en Jordanie du 5 au 9 juin 2013.
| Rang | Équipe      | Pts | J | G | N | P | Bp | Bc | Diff |
| ---- | ----------- | --- | - | - | - | - | -- | -- | ---- |
| 1    | Jordanie    | 9   | 3 | 3 | 0 | 0 | 30 | 0  | +30  |
| 2    | Ouzbékistan | 6   | 3 | 2 | 0 | 1 | 22 | 4  | +18  |
| 3    | Liban       | 3   | 3 | 1 | 0 | 2 | 12 | 10 | +2   |
| 4    | Koweït      | 0   | 3 | 0 | 0 | 3 | 1  | 51 | -50  |

|  | Qualifié pour la phase finale.                                                                                     |
|  | Pts points ; G victoires ; N match nuls ; P défaites Bp buts marqués ; Bc buts encaissés ; Diff différence de buts |

Matches
| 5 juin 2013 | Ouzbékistan | 18–0 | Koweït | Stade international d'Amman, Amman                  |                                                     |
| 16:00       | Zebo Jouraïeva 4e · Ferouza Tourdiboïeva 6e · Zebo Jouraïeva 14e · Zebo Jouraïeva 21e · Kamola Riskieva 23e · Makhliyo Sarikova 31e · Makhfouza Touropova 34e · Zebo Jouraïeva 35e · Makhfouza Touropova 36e · Ferouza Tourdiboïeva 42e · Zebo Jouraïeva 45e · Zebo Jouraïeva 51e · Zebo Jouraïeva 58e · Makhfouza Touropova 65e · Mariya Moiseïeva 70e · Fazilat Bakhromova 72e · Zebo Jouraïeva 73e · Tanzilya Zarbieva 78e |      |        | Spectateurs : 200 Arbitrage : Maria Piedade Rebello | Spectateurs : 200 Arbitrage : Maria Piedade Rebello |
| 16:00       | Rapport |      |        | Spectateurs : 200 Arbitrage : Maria Piedade Rebello | Spectateurs : 200 Arbitrage : Maria Piedade Rebello |

| 5 juin 2013 | Jordanie | 5–0 | Liban | Stade international d'Amman, Amman            |                                               |
| 19:00       | Luna Al Masri 21e · Stephanie Al Naber 33e · Stephanie Al Naber 40e · Sama’a Khraisat 53e · Sama’a Khraisat 59e |     |       | Spectateurs : 1 000 Arbitrage : Park Ji-Yeong | Spectateurs : 1 000 Arbitrage : Park Ji-Yeong |
| 19:00       | Rapport |     |       | Spectateurs : 1 000 Arbitrage : Park Ji-Yeong | Spectateurs : 1 000 Arbitrage : Park Ji-Yeong |

| 7 juin 2013 | Liban   | 0–4 | Ouzbékistan                                                                                 | Stade international d'Amman, Amman    |                                       |
| 16:00       |         |     | Ferouza Tourdiboïeva 2e · Zebo Jouraïeva 41e · Makhfouza Touropova 45e · Aziza Ermatova 46e | Spectateurs : 100 Arbitrage : Li Juan | Spectateurs : 100 Arbitrage : Li Juan |
| 16:00       | Rapport |     |                                                                                             | Spectateurs : 100 Arbitrage : Li Juan | Spectateurs : 100 Arbitrage : Li Juan |

| 7 juin 2013 | Koweït  | 0–21 | Jordanie | Stade international d'Amman, Amman             |                                                |
| 19:00       |         |      | Shahnaz Jebreen 3e · Maysa Jbarah 16e · Stephani Al Naber 17e · Maysa Jbarah 18e · Maysa Jbarah 19e · Abeer Al Nahar 20e · Maysa Jbarah 28e · Maysa Jbarah 32e · Stephani Al Naber 35e · Stephani Al Naber 38e · Abeer Al Nahar 43e · Maysa Jbarah 45e · Maysa Jbarah 53e · Abeer Al Nahar 56e · Shahnaz Jebreen 70e · Abeer Al Nahar 71e · Stephani Al Naber 72e · Luna Al Masri 78e · Maysa Jbarah 81e · Abeer Al Nahar 84e · Abeer Al Nahar 90e | Spectateurs : 500 Arbitrage : Saltanat Narouzi | Spectateurs : 500 Arbitrage : Saltanat Narouzi |
| 19:00       | Rapport |      | | Spectateurs : 500 Arbitrage : Saltanat Narouzi | Spectateurs : 500 Arbitrage : Saltanat Narouzi |

| 9 juin 2013 | Liban   | 12–1 | Koweït | Stade international d'Amman, Amman |
| 16:00       |         |      |        |                                    |
|             | Rapport |      |        |                                    |

| 9 juin 2013 | Ouzbékistan | 0–4 | Jordanie | Stade international d'Amman, Amman |
| 19:00       |             |     |          |                                    |

### Groupe B
Les matchs de ce groupe se dérouleront au Bangladesh du 21 au 25 mai 2013.
| Rang | Équipe      | Pts | J | G | N | P | Bp | Bc | Diff |
| ---- | ----------- | --- | - | - | - | - | -- | -- | ---- |
| 1    | Thaïlande   | 9   | 3 | 3 | 0 | 0 | 15 | 1  | +14  |
| 2    | Philippines | 6   | 3 | 2 | 0 | 1 | 10 | 1  | +9   |
| 3    | Iran        | 3   | 3 | 1 | 0 | 2 | 3  | 11 | -8   |
| 4    | Bangladesh  | 0   | 3 | 0 | 0 | 3 | 0  | 15 | -15  |

|  | Qualifié pour le tour principal.                                                                                   |
|  | Pts points ; G victoires ; N match nuls ; P défaites Bp buts marqués ; Bc buts encaissés ; Diff différence de buts |

Matches
| 21 mai 2013 | Iran    | 0–6 | Philippines | Stade National Bangabandhu, Dhaka             |                                               |
| 16:00       |         |     | Heather Cooke 1re · Megan Jurado 3e · Jesse Shugg 4e · Sarshin Kamangar 33e (csc) · Joana Houplin 40e · Jesse Shugg 90e | Spectateurs : 1 200 Arbitrage : Kate Jacewicz | Spectateurs : 1 200 Arbitrage : Kate Jacewicz |
| 16:00       | Rapport |     | | Spectateurs : 1 200 Arbitrage : Kate Jacewicz | Spectateurs : 1 200 Arbitrage : Kate Jacewicz |

| 21 mai 2013 | Thaïlande | 9–0 | Bangladesh | Stade National Bangabandhu, Dhaka             |                                               |
| 19:00       | Rattikan Thongsombut 16e · Naphat Seesraum 18e · Nisa Romyen 29e · Nisa Romyen 45e · Trishna Chakma 52e (csc) · Sunisa Srangthaisong 64e · Boontan 79e · Nisa Romyen 87e · Nisa Romyen 90e |     |            | Spectateurs : 3 000 Arbitrage : Cong Thi Dung | Spectateurs : 3 000 Arbitrage : Cong Thi Dung |
| 19:00       | Rapport |     |            | Spectateurs : 3 000 Arbitrage : Cong Thi Dung | Spectateurs : 3 000 Arbitrage : Cong Thi Dung |

| 23 mai 2013 | Philippines | 0–1 | Thaïlande       | Stade National Bangabandhu, Dhaka               |                                                 |
| 16:00       |             |     | Nisa Romyen 37e | Spectateurs : 700 Arbitrage : Sachiko Yamagishi | Spectateurs : 700 Arbitrage : Sachiko Yamagishi |
| 16:00       | Rapport     |     |                 | Spectateurs : 700 Arbitrage : Sachiko Yamagishi | Spectateurs : 700 Arbitrage : Sachiko Yamagishi |

| 23 mai 2013 | Bangladesh | 0–2 | Iran                                  | Stade National Bangabandhu, Dhaka               |                                                 |
| 19:00       |            |     | Maryam Rahimi 26e · Maryam Rahimi 51e | Spectateurs : 1 500 Arbitrage : Thein Thein Aye | Spectateurs : 1 500 Arbitrage : Thein Thein Aye |
| 19:00       | Rapport    |     |                                       | Spectateurs : 1 500 Arbitrage : Thein Thein Aye | Spectateurs : 1 500 Arbitrage : Thein Thein Aye |

| 25 mai 2013 | Thaïlande                                                                                           | 5–1 | Iran           | Stade National Bangabandhu, Dhaka           |                                             |
| 16:00       | Nisa Romyen 46e · Nisa Romyen 65e · Anootsara Maijarern 70e · Naphat Seesraum 74e · Nisa Romyen 85e |     | Sara Ghomi 79e | Spectateurs : 500 Arbitrage : Cong Thi Dung | Spectateurs : 500 Arbitrage : Cong Thi Dung |
| 16:00       | Rapport                                                                                             |     |                | Spectateurs : 500 Arbitrage : Cong Thi Dung | Spectateurs : 500 Arbitrage : Cong Thi Dung |

| 25 mai 2013 | Philippines                                                                      | 4–0 | Bangladesh | Stade National Bangabandhu, Dhaka           |                                             |
| 19:00       | Marisa Park 19e · Christina delos Reyes 29e · Cat Barnekow 85e · Marisa Park 90e |     |            | Spectateurs : 700 Arbitrage : Kate Jacewicz | Spectateurs : 700 Arbitrage : Kate Jacewicz |
| 19:00       | Rapport                                                                          |     |            | Spectateurs : 700 Arbitrage : Kate Jacewicz | Spectateurs : 700 Arbitrage : Kate Jacewicz |

### Groupe C
Les matchs de ce groupe se dérouleront au Bahreïn du 22 au 26 mai 2013.
| Rang | Équipe       | Pts | J | G | N | P | Bp | Bc | Diff |
| ---- | ------------ | --- | - | - | - | - | -- | -- | ---- |
| 1    | Viêt Nam     | 9   | 3 | 3 | 0 | 0 | 24 | 0  | +24  |
| 2    | Hong Kong    | 6   | 3 | 2 | 0 | 1 | 5  | 6  | -1   |
| 3    | Bahreïn      | 3   | 3 | 1 | 0 | 2 | 5  | 12 | -7   |
| 4    | Kirghizistan | 0   | 3 | 0 | 0 | 3 | 2  | 18 | -16  |

|  | Qualifié pour le tour principal.                                                                                   |
|  | Pts points ; G victoires ; N match nuls ; P défaites Bp buts marqués ; Bc buts encaissés ; Diff différence de buts |

Matches
| 22 mai 2013 | Viêt Nam | 8–0 | Bahreïn | Stade national de Bahreïn, Riffa       |                                        |
| 18:00       | Nguyen Thi Minh Nguyet 3e · Tran Thi Kim Hong 20e · Nguyen Thi Xuyen 22e · Nguyen Thi Muon 38e · Nguyen Thi Lieu 45e · Nguyen Thi Muon 58e · Nguyen Thi Kim Tien 65e · Nguyen Thi Muon 70e |     |         | Spectateurs : 200 Arbitrage : Wang Jia | Spectateurs : 200 Arbitrage : Wang Jia |
| 18:00       | Rapport |     |         | Spectateurs : 200 Arbitrage : Wang Jia | Spectateurs : 200 Arbitrage : Wang Jia |

| 22 mai 2013 | Hong Kong                             | 2–1 | Kirghizistan         | Stade national de Bahreïn, Riffa        |                                         |
| 20:00       | Cheung Wai Ki 41e · Cheung Wai Ki 86e |     | Svetlana Tynkova 59e | Spectateurs : 60 Arbitrage : Shiva Yari | Spectateurs : 60 Arbitrage : Shiva Yari |
| 20:00       | Rapport                               |     |                      | Spectateurs : 60 Arbitrage : Shiva Yari | Spectateurs : 60 Arbitrage : Shiva Yari |

| 24 mai 2013 | Bahreïn            | 1–3 | Hong Kong                                               | Stade national de Bahreïn, Riffa             |                                              |
| 18:00       | Reem Al Hashmi 25e |     | Cheung Wai Ki 52e · Fung Kam Mui 65e · Fung Kam Mui 69e | Spectateurs : 80 Arbitrage : Rita Binti Gani | Spectateurs : 80 Arbitrage : Rita Binti Gani |
| 18:00       | Rapport            |     |                                                         | Spectateurs : 80 Arbitrage : Rita Binti Gani | Spectateurs : 80 Arbitrage : Rita Binti Gani |

| 24 mai 2013 | Kirghizistan | 0–12 | Viêt Nam | Stade national de Bahreïn, Riffa      |                                       |
| 20:30       |              |      | Nguyen Thi Minh Nguyet 3e · Nguyen Thi Ngoc Anh 5e · Nguyen Thi Minh Nguyet 12e · Nguyen Thi Xuyen 14e · Nguyen Thi Minh Nguyet 22e · Nguyen Thi Hoa 23e · Nguyen Thi Muon 35e · Nguyen Thi Kim Tien 50e · Tran Thi Kim Hong 65e · Nguyen Thi Hoa 71e · Huynh Nhu 81e · Huynh Nhu 88e | Spectateurs : 100 Arbitrage : Li Juan | Spectateurs : 100 Arbitrage : Li Juan |
| 20:30       | Rapport      |      | | Spectateurs : 100 Arbitrage : Li Juan | Spectateurs : 100 Arbitrage : Li Juan |

| 26 mai 2013 | Viêt Nam                                                                                        | 4–0 | Hong Kong | Stade national de Bahreïn, Riffa             |                                              |
| 18:00       | Nguyen Thi Minh Nguyet 5e · Nguyen Thi Hoa 7e · Cheung Wai Ki 30e (csc) · Tran Thi Kim Hong 57e |     |           | Spectateurs : 80 Arbitrage : Rita Binti Gani | Spectateurs : 80 Arbitrage : Rita Binti Gani |
| 18:00       | Rapport                                                                                         |     |           | Spectateurs : 80 Arbitrage : Rita Binti Gani | Spectateurs : 80 Arbitrage : Rita Binti Gani |

| 26 mai 2013 | Kirghizistan         | 1–4 | Bahreïn                                                                                | Stade national de Bahreïn, Riffa         |                                          |
| 20:30       | Svetlana Tynkova 31e |     | Deena Abdelrahman 3e · Reem Al Hashmi 20e · Deena Abdelrahman 33e · Reem Al Hashmi 49e | Spectateurs : 150 Arbitrage : Shiva Yari | Spectateurs : 150 Arbitrage : Shiva Yari |
| 20:30       | Rapport              |     |                                                                                        | Spectateurs : 150 Arbitrage : Shiva Yari | Spectateurs : 150 Arbitrage : Shiva Yari |

### Groupe D
Les matchs de ce groupe se dérouleront en Palestine du 21 au 25 mai 2013.
| Rang | Équipe         | Pts | J | G | N | P | Bp | Bc | Diff |
| ---- | -------------- | --- | - | - | - | - | -- | -- | ---- |
| 1    | Birmanie       | 7   | 3 | 2 | 1 | 0 | 11 | 0  | +11  |
| 2    | Taipei chinois | 7   | 3 | 2 | 1 | 0 | 8  | 1  | +7   |
| 3    | Palestine      | 1   | 3 | 0 | 1 | 2 | 2  | 5  | -3   |
| 4    | Inde           | 1   | 3 | 0 | 1 | 2 | 1  | 16 | -15  |

|  | Qualifié pour le tour principal.                                                                                   |
|  | Pts points ; G victoires ; N match nuls ; P défaites Bp buts marqués ; Bc buts encaissés ; Diff différence de buts |

Matches
| 21 mai 2013 | Taipei chinois                                                                                          | 6–0 | Palestine | Stade Faisal Al-Husseini, Al-Ram                |                                                 |
| 17:00       | Lin Ya-han 5e · Yu Hsiu-chin 40e · Lai Li-chin 42e · Lin Kai-ling 45e · Lin Ya-han 54e · Lin Ya-han 80e |     |           | Spectateurs : 300 Arbitrage : Pannipar Kamnueng | Spectateurs : 300 Arbitrage : Pannipar Kamnueng |
| 17:00       | Rapport                                                                                                 |     |           | Spectateurs : 300 Arbitrage : Pannipar Kamnueng | Spectateurs : 300 Arbitrage : Pannipar Kamnueng |

| 21 mai 2013 | Birmanie                                 | 2–0 | Inde | Stade Faisal Al-Husseini, Al-Ram              |                                               |
| 20:00       | Naw Ar Lo Wer Phaw 6e · Khin Moe Wai 26e |     |      | Spectateurs : 150 Arbitrage : Mai Hoang Trang | Spectateurs : 150 Arbitrage : Mai Hoang Trang |
| 20:00       | Rapport                                  |     |      | Spectateurs : 150 Arbitrage : Mai Hoang Trang | Spectateurs : 150 Arbitrage : Mai Hoang Trang |

| 23 mai 2013 | Palestine | 0–9 | Birmanie | Stade Faisal Al-Husseini, Al-Ram                    |                                                     |
| 17:00       |           |     | Khin Moe Wai 17e · Yee Yee Oo 24e · Khin Moe Wai 26e · Margret Marri 67e · Yee Yee Oo 74e · Yee Yee Oo 77e · Yee Yee Oo 80e · Yee Yee Oo 85e · Yee Yee Oo 88e | Spectateurs : 150 Arbitrage : Maria Piedade Rebello | Spectateurs : 150 Arbitrage : Maria Piedade Rebello |
| 17:00       | Rapport   |     | | Spectateurs : 150 Arbitrage : Maria Piedade Rebello | Spectateurs : 150 Arbitrage : Maria Piedade Rebello |

| 23 mai 2013 | Inde              | 1–2 | Taipei chinois                     | Stade Faisal Al-Husseini, Al-Ram               |                                                |
| 20:00       | Malik Sasmita 54e |     | Yu Hsiu-chin 42e · Lai Li-chin 82e | Spectateurs : 100 Arbitrage : Edita Mirabidova | Spectateurs : 100 Arbitrage : Edita Mirabidova |
| 20:00       | Rapport           |     |                                    | Spectateurs : 100 Arbitrage : Edita Mirabidova | Spectateurs : 100 Arbitrage : Edita Mirabidova |

| 25 mai 2013 | Palestine                   | 1–1 | Inde              | Stade Faisal Al-Husseini, Al-Ram              |                                               |
| 17:00       | Caroline Sohgian 46e (pen.) |     | Malik Sasmita 35e | Spectateurs : 150 Arbitrage : Mai Hoang Trang | Spectateurs : 150 Arbitrage : Mai Hoang Trang |
| 17:00       | Rapport                     |     |                   | Spectateurs : 150 Arbitrage : Mai Hoang Trang | Spectateurs : 150 Arbitrage : Mai Hoang Trang |

| 25 mai 2013 | Birmanie | 0–0 | Taipei chinois | Stade Faisal Al-Husseini, Al-Ram                |                                                 |
| 20:00       |          |     |                | Spectateurs : 100 Arbitrage : Pannipar Kamnueng | Spectateurs : 100 Arbitrage : Pannipar Kamnueng |
| 20:00       | Rapport  |     |                | Spectateurs : 100 Arbitrage : Pannipar Kamnueng | Spectateurs : 100 Arbitrage : Pannipar Kamnueng |